# Carmelo Miceli (politico)
Carmelo Miceli (Ribera, 5 settembre 1977) è un politico italiano, deputato del Partito Democratico.

## Carriera
Avvocato penalista, ha rappresentato la parte civile in diversi processi contro la mafia.
Tra i casi di rilievo nazionale di cui si occupa in qualità di difensore dei familiari di vittime di mafia figurano gli omicidi di Sebastiano Bosio, medico ucciso a Palermo nel 1981, e quello di Mauro Rostagno,  sociologo, giornalista e attivista ucciso a Valderice nel 1988.
Di particolare interesse, poi, la costituzione di parte civile del Partito Democratico nel processo scaturito dall'operazione "Golem 2" contro Matteo Messina Denaro e la difesa dei familiari di David Rossi, capo della comunicazione della banca Monte dei Paschi di Siena, morto a Siena il 6 marzo 2013 in circostanze da accertare ed al centro di numerose inchieste televisive.

## Attività politica
Nell'ottobre 2013 si candida e vince le primarie del Partito Democratico in provincia di Palermo, diventando Segretario provinciale.
Alle elezioni politiche del 2018 viene eletto alla Camera dei deputati nella lista del Partito Democratico nella Circoscrizione Sicilia 1, Collegio plurinominale Sicilia 1 - 02.
È attualmente membro della Commissione Antimafia e della II Commissione (Giustizia) nella quale ha anche ricoperto il ruolo di supplente in sostituzione dell'ex Ministro dell'Economia e delle finanze, Roberto Gualtieri. Tra l'aprile 2020 ed il marzo 2021 è stato componente della I Commissione (Affari costituzionali).
Il 20 febbraio 2020, il Segretario nazionale del PD Nicola Zingaretti lo nomina Responsabile alle Politiche per la Sicurezza nella Segreteria del Partito Democratico, incarico che ricoprirà fino al marzo 2021.
Nell’ambito parlamentare, in qualità di relatore di maggioranza, fornisce un contributo determinate alla conversione in legge del "Decreto Immigrazione" con cui vengono superati i "Decreti Sicurezza", voluti dall’ex Ministro dell'Interno, Matteo Salvini.
Attualmente è al vaglio delle Commissioni della Camera la sua proposta di riforma dell’esame di abilitazione forense.
Ad aprile del 2023 lascia il PD, accusando il partito di aver abdicato alla prospettiva di accogliere al suo interno cattolici e moderati ed anche di averlo ostacolato nella sua attività a difesa di alcuni diritti. Si iscrive pertanto al gruppo misto nel consiglio comunale di Palermo.

## Opere
- Prove nuove in appello e «distribuzione dei poteri di governo del giudizio amministrativo», Key Editore, 2017, ISBN 9788869597497.